# Sojoezmoeltfilm
De studio Sojoezmoeltfilm (Russisch: Союзмультфильм) (te Moskou) is de belangrijkste sovjet-tekenfilmstudio, gesticht in 10 juni 1936 onder de naam Sojoezdetmoeltfilm. Sinds 20 augustus 1937 draagt de studio haar huidige naam. In die tijd was het de beroemdste studio van Europa. Ze brachten het beste van de Russische tekenfilm.

## Beperkte lijst van tekenfilms
- 1968 Het jongetje en Karlsson (Малыш и Карлсон)
- 1969-1993 Wacht maar! (Ну, погоди!)
- 1969 Gena de krokodil (Крокодил Гена)
- 1969 De Bremer Stadsmuzikanten (Бременские Музыканты)
- 1969 Winnie-the-Pooh (Винни-Пух)
- 1970 Karlsson keert terug (Карлсон вернулся)
- 1971 Tsjeboerasjka (Чебурашка)
- 1971 Winnie-the-Pooh gaat op bezoek (Винни-Пух идёт в гости)
- 1972 Winnie-the-Pooh en de dag van de zorg (Винни-Пух и день забот)
- 1973 In het spoor van de Bremer Stadsmuzikanten (По следам Бременских Музыкантов)
- 1974 Sjapokljak (Шапокляк)
- 1975 Egeltje in de mist (Ёжик в тумане)
- 1978 Het drietal uit Karnemelkstad (Трое из Простоквашино)
- 1980 Vakantie in Karnemelkstad (Каникулы в Простоквашино)
- 1983 Tsjeboerasjka gaat naar school (Чебурашка идёт в школу)
- 1984 Winter in Karnemelkstad (Зима в Простоквашино)
- 1987 Lach en verdriet aan de Witte zee (Смех и горе у Бела моря)

Afbeeldingen op postzegels
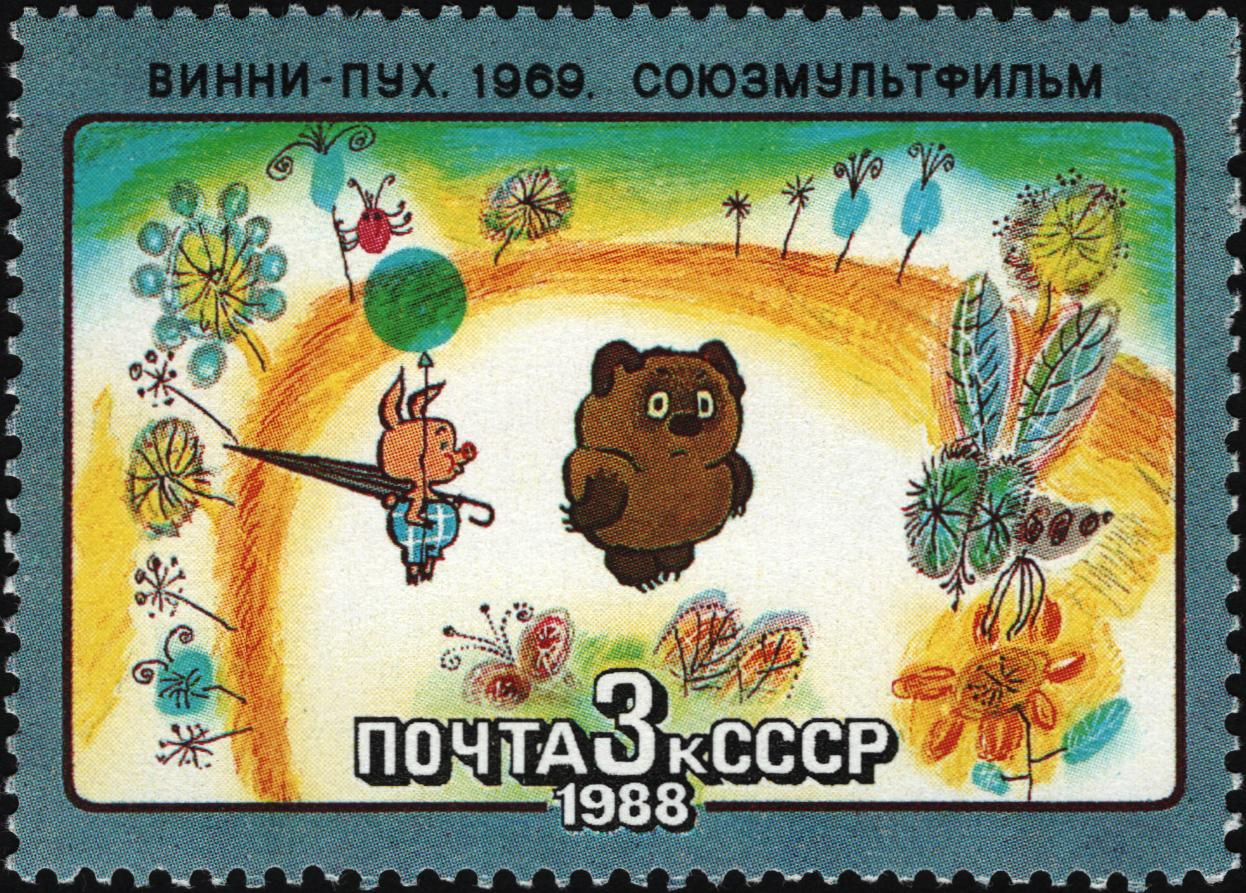
Winnie-the-Pooh
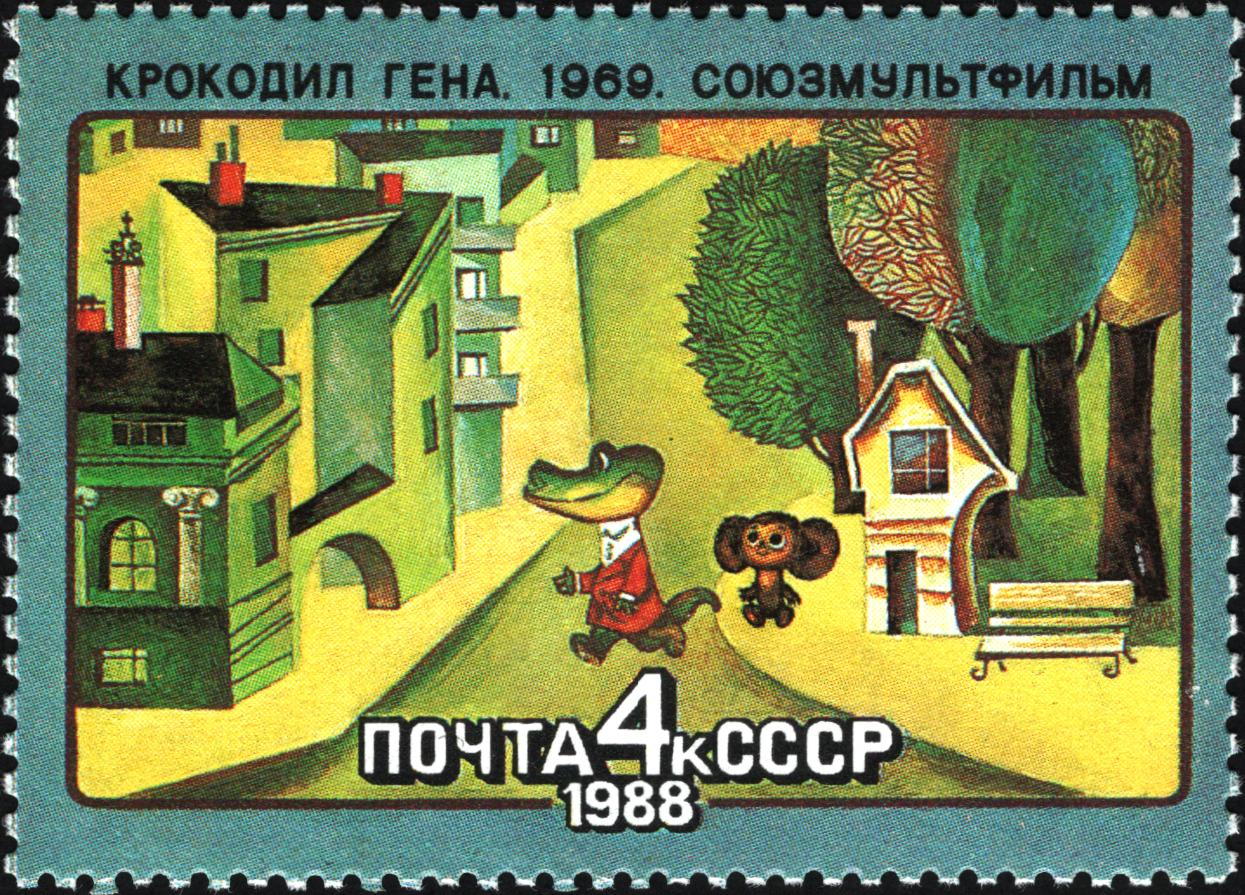
Gena de krokodil
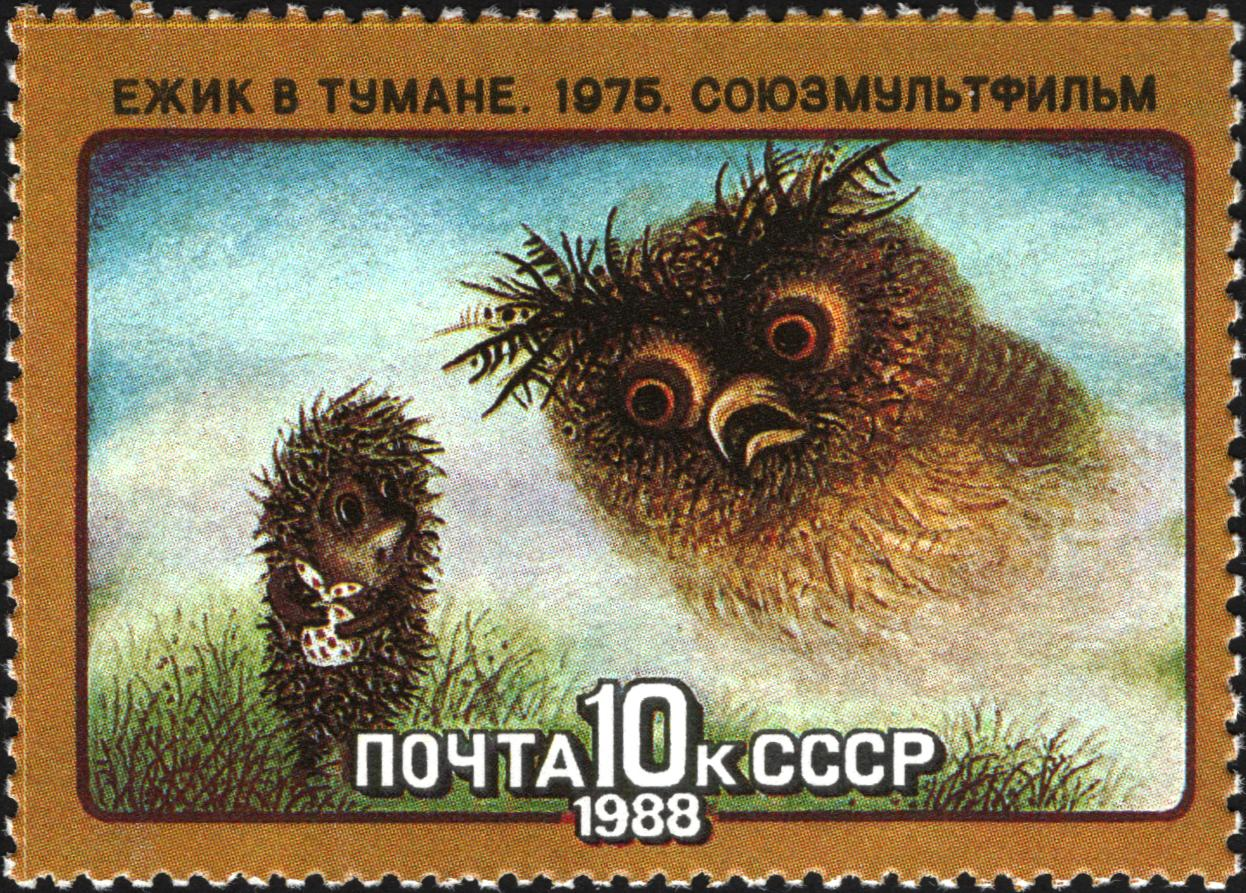
Egeltje in de mist

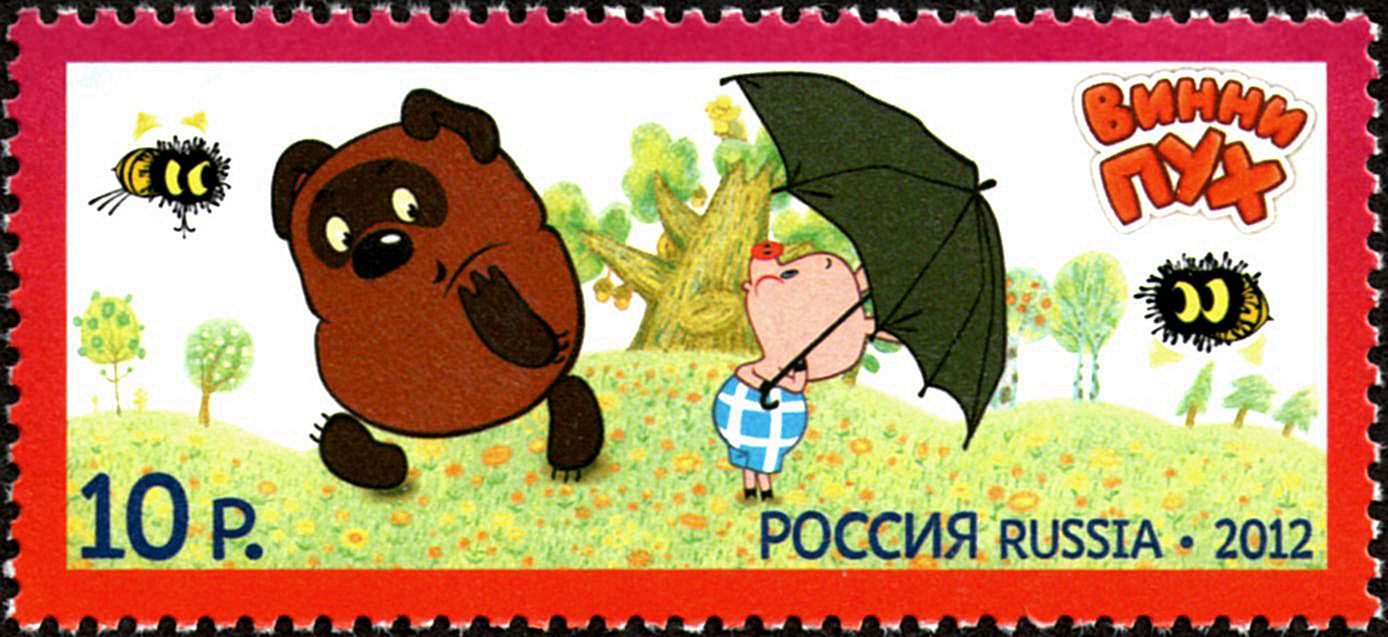
Winnie-the-Pooh
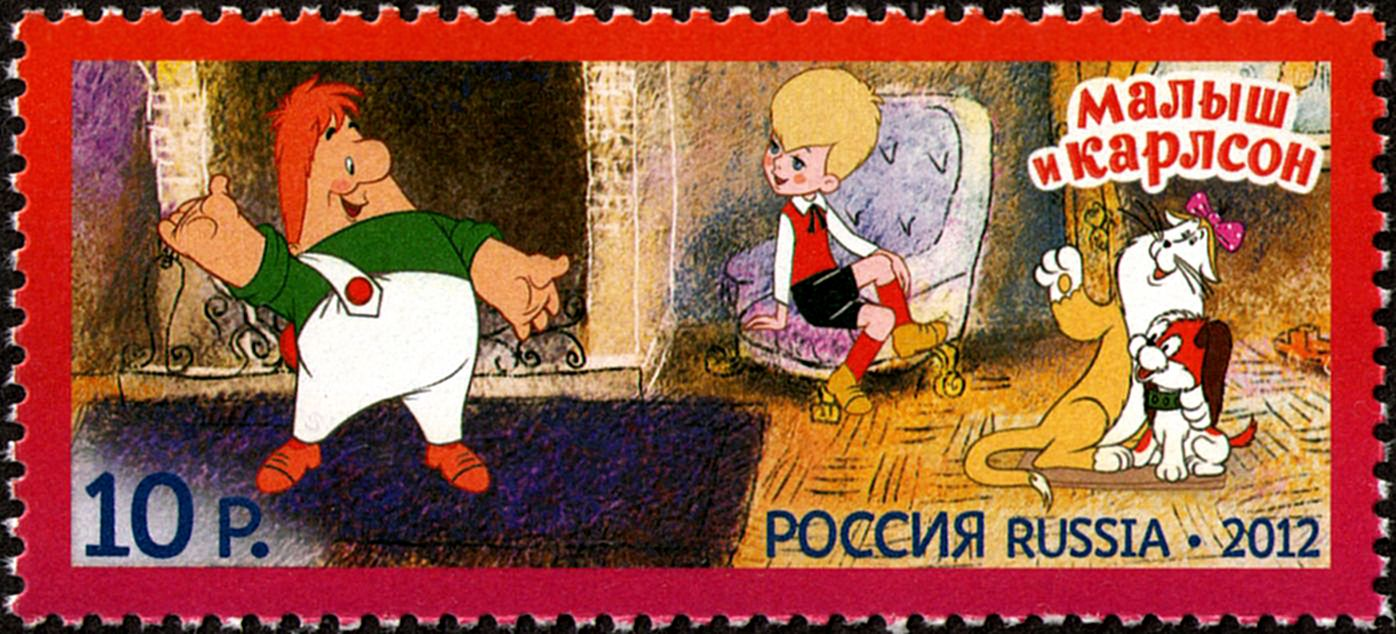
Het jongetje en Karlsson